# 話術
話術，泛指任何基於心理操縱目的下的各種說話的技術與技巧。

## 話術技巧
- 誘導
- 說服
- 消除疑慮
- 轉移問題焦點
- 專業資料引用
- 見證人口碑、名人加持
- 選項列舉
- 利益評估
- 推脫

## 應用領域
- 質問，例如誘導性提問
- 行銷[1]、客訴
- 洗腦

## 相關
- 心理學
- 日語敬語、尊稱
- 禮儀
- 発声法（日语：発声法）
- 詐騙